# Фо Корнерс (Монтана)
Фо Корнерс (енгл. Four Corners) насељено је место без административног статуса у америчкој савезној држави Монтана.

## Демографија
По попису из 2010. године број становника је 3.146, што је 1.318 (72,1%) становника више него 2000. године.
| Група             | 2000.         | 2010.         |
| Белци             | 1.768 (96,7%) | 3.007 (95,6%) |
| Афроамериканци    | 3 (0,2%)      | 4 (0,1%)      |
| Азијати           | 9 (0,5%)      | 15 (0,5%)     |
| Хиспаноамериканци | 18 (1,0%)     | 62 (2,0%)     |
| Укупно            | 1.828         | 3.146         |